# Patarráez
En náutica, el Patarráez (Guía, Viento, pl. Patarraices) es el aparejo o cabo sencillo con que se dirige o sostiene alguna cosa en la situación conveniente a su objeto desde los mástiles mayores, las cabrias y las machinas. Es un tipo de Guía. 

## Etimología
El Patarraez también se llama Guía y Viento. Además se encuentra escrito en plural Patarraices. 

## Tipos
- Patarráez de palo mayor (Guía de palo mayor, Viento de palo mayor): es cada uno de los aparejos hechos firmes de los cuellos de los mástiles mayores a las perchas que salen por las portas de la batería, cuando el buque va a Dar de quilla (ing. Parliamentary heel) para ayudar a los obenques de dichos palos en esta maniobra.
- Patarráez de cabrias (Guía de cabrias, Viento de cabrias):
- Patarráez de machina (Guía de machina, Viento de machina):